# Rivière Eastmain
Rivière Eastmain är ett vattendrag i Kanada.   Det ligger i provinsen Québec, i den östra delen av landet, 800 km norr om huvudstaden Ottawa.